# استروماتولیت

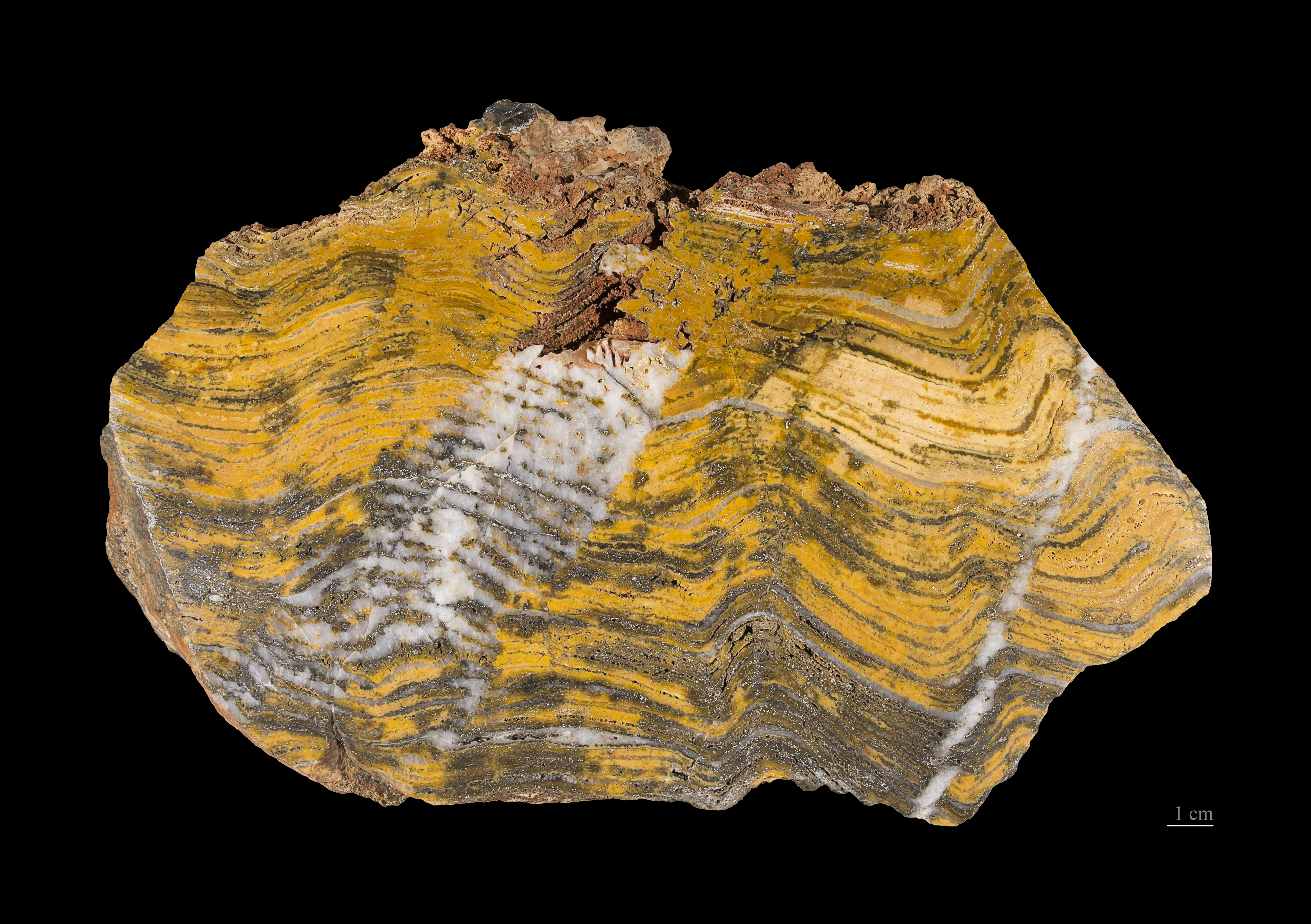
استروماتولیت‌های فسیل‌شده در سنگ‌های چرتی، ماربل بار، استرالیای غربی با سن تقریبی ۳٫۴ میلیارد سال، در Pilbara Craton، استرالیای غربی

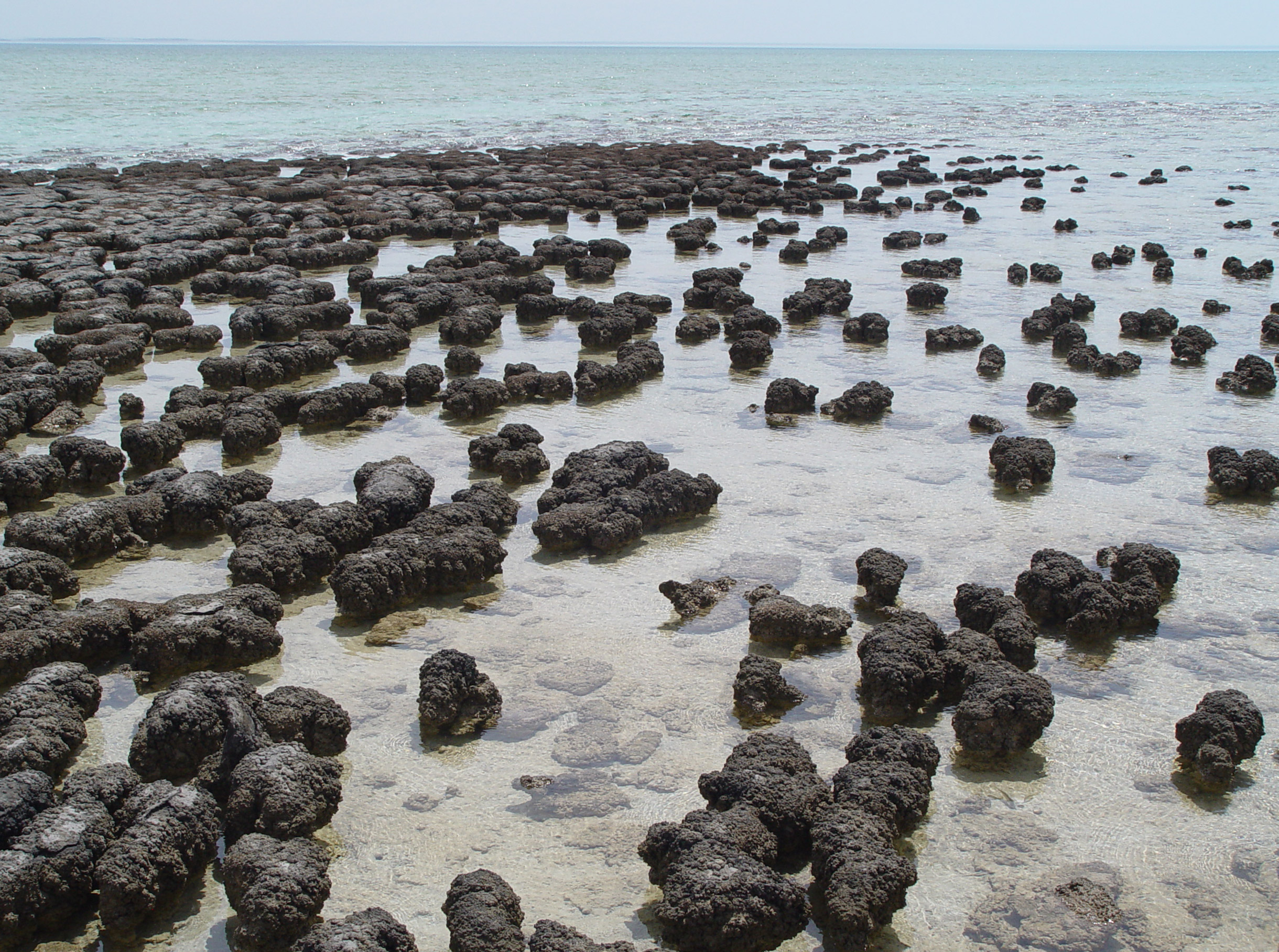
استروماتولیت‌های جدید در خلیج کوسه در غرب استرالیا

استروماتولیت (به انگلیسی: Stromatolite) به سنگ‌های رسوبی لایه‌لایه و به حالت پشته‌ای و ستونی گفته می‌شود که عمدتاً توسط میکروارگانیسم‌های تک‌سلولی فتوسنتزکننده مانند سیانوباکتر، میکروارگانیسم کاهنده سولفات و Pseudomonadota و بر اثر گسترش لایه‌ای بر روی لایه‌ای دیگر تشکیل شده‌اند. این میکروارگانیسم‌ها اجزای چسبنده‌ای تولید می‌کنند که با سیمان‌سازی، ماسه و دیگر مواد سنگی را به‌هم چسبانده و موادی معدنی به‌نام فرش جلبکی پدید می‌آورند. به نوبه خود، این فرش‌های جلبکی به‌صورت لایه‌لایه ساخته می‌شوند و به تدریج در طول زمان رشد می‌کنند.
این فرایند لایه‌بندی مشخصه استروماتولیت‌ها را ایجاد می‌کند، ویژگی ای که تفسیر آن از نظر اهمیت زمانی و محیطی دشوار است. حالت‌های مختلف برگ‌لایگی استروماتولیت شرح داده شده است که از طریق روش‌های میکروسکوپی و ریاضی قابل مطالعه است. استروماتولیت ممکن است تا یک متر یا بیشتر رشد کند. سن برخی از استروماتولیت‌های فسیل‌شده به ۳٫۷ میلیارد سال می‌رسد که در بر دارنده شواهدی از زندگی بر روی زمین است.
استروماتولیت‌های فسیل‌شده سوابق مهمی از برخی از قدیمی‌ترین انواع حیات ارائه می‌دهند. از عصر هولوسن به این سو، اشکال زنده استروماتولیت‌ها نادر هستند.